# Thaddée de Florence
Thaddée de Florence (en latin : Thaddaeus Alderottus, en italien : Taddeo Alderotti), né à Florence entre 1206 et 1215, mort en 1295, est un médecin italien, professeur de médecine à l'université de Bologne. Il fut un des premiers à avoir organisé un enseignement médical à l'université. Il contribua à la renaissance de la médecine savante en Europe après sa quasi-disparition durant le Haut Moyen Âge.

## Biographie
Thaddée de Florence est né à Florence, probablement entre 1206 et 1215, où il reçut une éducation de base.
Au milieu des années 1260, il se trouve à Bologne, une cité réputée pour l'étude et la pratique de la médecine. Jusqu'au milieu du XIVe siècle, les universités de Bologne, Montpellier et Paris s'assurèrent d'un quasi-monopole de la formation médicale en Europe occidentale. Professeur de médecine à l'université de Bologne, il acquiert rapidement la réputation d'un enseignant de grande valeur pouvant attirer un grand nombre d'étudiants. Son enseignement s'appuie sur les textes d'Hippocrate, de Claude Galien et d'Avicenne, textes inconnus ou oubliés depuis longtemps. Car après la chute de l'Empire Romain, la médecine savante gréco-romaine fut presque complètement oubliée en Europe occidentale pendant six à sept siècles, avant de revenir grâce aux traductions de l'arabe en latin au XIe – XIIe siècle.
Attirant pendant trois décennies les étudiants qui allaient devenir des médecins et enseignants prestigieux de la génération suivante, il forme entre autres, le logicien Gentile da Cingoli, le médecin du pape Bartolomeo da Varignana, le commentateur d'Avicenne Dino del Garbo , le commentateur de Galien Turisanus (Pietro Torregiano de' Torregiani ) et l'anatomiste Mondino de' Liuzzi.
Médecin réputé, il avait une large patientèle qui, bien au-delà de Bologne, s'étendait jusque dans les cités de Modène, Ferrare, Rome et Milan.
Âgé, ayant de moins en moins d'étudiants, il se rendit à Venise pour exercer la médecine.
Né dans une modeste famille florentine, à sa mort en 1295, Thaddée laissa un testament indiquant que sa pratique médicale, ses enseignements et ses investissements avaient fait de lui un homme riche.

## Œuvre

### Un renouveau de la pensée médicale
En Europe occidentale, la médecine gréco-romaine que Galien avait portée à un très haut niveau à Rome, fut quasiment oubliée après les invasions barbares. Il n'en survécut que des bribes dans les monastères jusqu'au XIe siècle. Le corpus galénique ne continuera à faire autorité qu'en Orient, auprès des médecins de Constantinople et d'Alexandrie (rattachée à Byzance jusqu'à la conquête arabe en 641) puis dans le monde arabe. Le christianisme, religion de souffrance, était porté à minimiser le rôle de la médecine, car c'est en acceptant ses souffrances qu'on se sauve non en s'y opposant, faisaient valoir les prêtres face aux médecins.
Thaddée et ses élèves produisirent des commentaires détaillés du Canon de la médecine, du médecin persan Avicenne (Ibn Sīnā) , rédigé en arabe vers 1020 et traduit en latin au siècle précédent. Ils donnèrent aussi des commentaires de l'Articella, une collection de textes médicaux d'origine grecque et arabe qui servait de base à l'enseignement médical en Europe occidentale.
Dans ces textes, Thaddée insiste sur le caractère autonome de la médecine, devant recevoir le statut d'une scientia comme l'entendait Aristote, c'est-à-dire une discipline distincte de la croyance ou de l'opinion, basée en principe sur l'expérience et devant être enseignée suivant les règles d'une logique démonstrative rigoureuse. Avec son groupe, Thaddée développe une théorie de la médecine basée sur les principes de la philosophie naturelle d'Aristote. Il est généralement considéré comme le principal responsable de la forme scolastique que prit le commentaire médical jusqu'à la fin du XVe siècle.
Après sa longue éclipse durant le Haut Moyen Âge, le retour de la médecine savante fut rendu possible grâce aux efforts de Thaddée à Florence.

### L'enseignement médical pénètre à l'université
C'est aussi avec Taddeo Alderotti que l'enseignement médical commence à investir l'université.
Durant le Haut Moyen Âge, la prise en charge des malades était un impératif de charité concernant le salut de chaque chrétien qui s'intégrait aux structures institutionnelles de l'Église. Celui qui aide le malade et le miséreux fait un « don » qui recevra une « récompense » et sera « pesée » au jour du Jugement.
La médecine commence à s'émanciper à cette époque de la religion pour tendre à redevenir comme durant l'Antiquité, une discipline intellectuelle autonome, basée sur l'expérience et l'autorité des maîtres et devant s'appuyer sur la raison dans ses explications. La réception des grands textes de la philosophie et des doctrines médicales de la Grèce et du monde musulman donnèrent maintenant des documents de travail utilisables dans l'enseignement universitaire.
À Bologne, bien qu'un embryon de formation médicale semble avoir existé avant Thaddée, c'est autour de son enseignement universitaire que dans les années 1260-1270, apparait pour la première fois un collège de médecins bien organisé.
L'enseignement consistait à lire et commenter les textes médicaux gréco-arabes. Après les explications, le professeur se livrait à la disputatio, un exercice par lequel maître et élèves présentaient des arguments contradictoires sur un sujet précis. Tous les domaines étaient abordés, depuis les fondements de la physiologie et de la pathologie, l'effet de tel ou tel médicament, les « choses naturelles », « non naturelles » et « contre nature », suivant une classification unanimement adoptée au Moyen Âge. Un problème souvent discuté était celui de la « complexion », attestant du caractère central de cette notion dans l'enseignement, et non pas de celle de l'« humeur » comme on le pense souvent. Les rôles respectifs du cœur et du cerveau étaient aussi débattus. Car Galien avait signalé à diverses reprises ses désaccords avec Aristote. À la question « le cœur est-il le seul organe principal ? », Thaddée maintenait une réponse aristotélicienne. Ses disciples se rangèrent davantage derrière Galien. Ainsi l'anatomiste, Mondino de' Liuzzi, déclarait tout de go « Il est établi que l'opinion d'Aristote est la cause de grandes erreurs en médecine, c'est pourquoi il vaut mieux croire Galien qu'Aristote ».
Thaddée a manifesté un vif intérêt pour la philosophie d'Aristote, surtout dans sa jeunesse. Il aurait traduit en italien un abrégé de l'Éthique à Nicomaque d'Aristote.
Il parait avoir encouragé ses élèves à faire preuve d'une grande ouverture d'esprit dans leur recherche intellectuelle, les encourageant à étudier les nouveaux textes et les nouvelles traductions qui apparaissaient et à développer leur curiosité pour l'anatomie et la chirurgie.
Il donne un exemple du nouveau statut social et économique du médecin formé à l'université pour le reste du Moyen Âge.

### La médecine pratique
Thaddée, penseur de la médecine savante, ne s’intéressa pas moins à l'exercice de la médecine clinique puisqu'il rédigea des ouvrages de médecine pratique à la fin des années 1270 et 1280. Beaucoup étaient encore inachevés à sa mort en 1295.
- Consilia, est un recueil d'études de cas cliniques avec analyses et rapports détaillés. Sous l'influence probable des juristes qui mettaient par écrit les avis donnés à propos de cas concrets, Thaddée commença à consigner des exemples tirés de sa pratique médicale. Ces consilia présentaient la personnalité du patient, son âge, son statut social, sa complexion, les symptômes de sa maladie, les causes supposées de celle-ci, le régime et le traitement prescrit[2]. De Bologne, la consignation de cas cliniques intéressants se répandit partout en Europe au cours des XIVe – XVe siècle. En dépit de son influence, les Consilia restèrent cependant sous forme manuscrite jusqu'au XXe siècle (Nardi, 1937).

À la fin du manuscrit Consiia medicinalia, Taddeo donne aussi une description de l'eau-de-vie (aqua vitae), de ses propriétés et de la manière de l'obtenir par distillation. Il présente un nouveau type d'alambic qui a souvent retenu l'attention des historiens de la distillation. Cet appareil comporte un système de refroidissement essentiel pour produire efficacement de l'eau-de-vie à partir de vin: le tuyau de décharge s'enroule en un serpentin, situé dans une cuve d'eau froide régulièrement renouvelée. Il explique aussi comment utiliser en médecine l’eau-de-vie obtenue par quatre distillations successives de vin. L’aqua ardens allonge la vie humaine et conforte la chaleur naturelle, en particulier chez les personnes âgées dont le corps se refroidit et tend vers la mort. La technique du serpentin a été saluée par des historiens comme Von Lippmann, R. J. Forbes ou Holmyard comme une innovation majeure de Thaddée de Florence, permettant la distillation efficace d'un produit comme l'alcool, à basse température d'ébullition.
Cependant l’authenticité de l'attribution du texte a été mise en doute par Anne Wilson. En observant méthodiquement le texte de Consilia medicinalia, édité par Nardi en 1937, elle s'aperçoit que les 178 premières sections sont consacrées à la description de cas de patients souffrant d'une maladie particulière, mais que les 7 dernières sections vantent les mérites extraordinaires de l' aqua vitae pour traiter toutes les affections... alors que, remarque-t-elle, aucune mention de l'eau-de-vie n'est donnée dans les traitements de la partie principale de l'ouvrage. Elle conclut que ces sections sur l'eau-de-vie ont été introduites par un scribe et que l'invention de l' aqua vitae ne peut être attribuée à Thaddée.
- Libello per conservare la sanitate en italien, lettre de recommandations pour garder une bonne santé, adressée au seigneur florentin Corso Donati. La langue vernaculaire était celle employée entre patients et médecins[7]. Thaddée s'adresse directement à son correspondant, conformément au style épistolaire, largement utilisé dans la littérature de l'Antiquité et du Haut Moyen Âge. Une version latine existe De conservatione sanitatis. Le texte consiste en conseils, agrémentés d'explications médicales simples. Il s'agit souvent de recommandations très générales comme de prendre des nourritures qui génèrent le meilleur sang (sans préciser lesquelles) et qui se digèrent le plus facilement[14].

Dante cite Taddeo dans La Divine Comédie (1321) « Le Paradis » , (XII, 83), ainsi que dans « Le Banquet » (Il Convivio 1304-1307) (I, 10).

## Ouvrages
- Consilia medicinalia manuscrits édité au XXe siècle (Nardi, Turin, 1937).
- In Claudii Galeni artem parvam commentarii  (Naples, 1522).
- Expositiones in arduum aphorismorum Hippocratis volumen, in divinum phognosticorum Hippocratis volumen, in praeclarum regiminis acutorum Hippocratis opus, in subtilissimum Joanniti Isagorgarum libellum (Venice, 1527).
- Sulla conservazione della salute ou Libello per conservare la sanitate (Préservation de la santé manuscrit en italien, publié au XIXe siècle par G. Manuzzi and L. Razzolini, eds., Florence, 1863; une version latine De conservatione sanitatis fut publiée plus tôt à Bologne, en 1477).
- De virtutibus aquae vitae (apocryphe).